# Romanós Alyfantís
Iásonas-Romanós Alyfantís (grec moderne : Ιάσωνας-Ρωμανός Αλυφαντής), ou plus souvent Romanós Alyfantís (Ρωμανός Αλυφαντής), né le 21 mars 1986, est un nageur grec.

## Carrière
Il est éliminé en séries du 200 mètres brasse aux Jeux olympiques d'été de 2004.
En 2005, il remporte la médaille d'argent du 100 mètres brasse aux Jeux méditerranéens et aux Championnats d'Europe de natation en petit bassin.
Aux Jeux olympiques d'été de 2008, il dispute les séries du 100 mètres brasse, du 200 mètres brasse, du 200 mètres papillon et du 400 mètres quatre nages.
Il obtient aux Jeux méditerranéens de 2009 la médaille d'argent du 200 mètres quatre nages et la médaille de bronze du 200 mètres brasse.